# Harristenkirche
Die Harristenkirche (frz. Église harriste, Église du Christ – Mission Harris) ist eine afrikanische Kirche mit prophetischen Lehren, die am Anfang des 20. Jahrhunderts an der Elfenbeinküste entstanden ist. Sie geht zurück auf William Wadé Harris Wury. Sie ist seit 1998 Mitglied im Ökumenischen Rat der Kirchen (ÖRK/WCC) und benennt sich nach ihrem Begründer William Wadé Harris.

## Geschichte

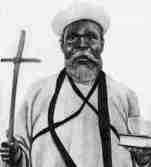
William Wadé Harris

William Wadé Harris Wury gehörte zum Volk der Grebo. Er wurde 1860 in Liberia geboren. Seine Familie bekannte sich zur traditionellen Religion. Er besuchte die Schule der methodistischen Mission und wurde in dieser Gemeinde getauft. Er war Staatsbediensteter, setzte sich dafür ein, dass sein unabhängiger Heimatstaat Liberia eine britische Kolonie werden solle, und hisste deshalb den Union Jack. Dies wurde ihm als Landesverrat vorgehalten und er wurde verhaftet.
Im Gefängnis, so berichtete William Wadé Harris, sei ihm zweimal, im August 1910 und im Januar 1912, der Erzengel Gabriel erschienen. Er habe ihm verkündet, dass er zum Propheten Gottes auserkoren sei, und ihn beauftragt, seinen afrikanischen Brüdern das Evangelium zu bringen. Im selben Jahr wurde er freigelassen.
William Wadé Harris verließ Liberia, begab sich in die Elfenbeinküste und begann dort 1913 mit der Mission. Er zog als Wanderprediger, Wunderheiler und Exorzist umher, kurzzeitig auch in Ghana. In der Elfenbeinküste hatte er großen Zulauf. Bis 1918 soll er dort 100.000 bis 120.000 Ivorer getauft haben. Wie zuverlässig eine solche Zahlenangaben ist, bleibt ungewisst. Sie spiegelt immerhin seine Missionsmethode. Denn William Wadé Harris taufte grundsätzlich sämtliche Einwohner eines Dorfes, um zu verhüten, dass ein Zusammenleben von Christen und Nichtgetauften den dörflichen Frieden gefährden könnte. Bemerkenswert ist, dass seine Mission dazu führte, dass sie nicht allein seiner Erweckungsbewegung zugute kam, sondern dass infolge der Predigten eines Afrikaners das Christentum insgesamt hohes Ansehen gewann und dass – vor allem in den küstennahen Landesteilen – zugleich die katholische Kirche wuchs, ebenso die protestantischen. Nachdem William Wadé Harris nach Liberia zurückgekehrt war, sucht ihn dort 1928, ein Jahr vor seinem Tod, einer seiner ivorischen Schüler, John Ahui, auf. William Wadé Harris überreichte ihm als Investitur eine Bibel und einen Kreuzstab, das Symbol der Legitimität, und erkor ihn insofern zu seinem Nachfolger.
Nachdem der Gründer der Bewegung 1929 gestorben war, führte John Ahui sie und baute sie zu einer Kirche aus, die als  „Harristenkirche“ bekannt wurde. Seit 1954 erfährt sie ein starkes Wachstum. Heute gehört sie zu einer der vier großen Denominationen, die vom Staat Elfenbeinküste als Konfessionen anerkannt sind. Heute gibt es Ableger der Kirche in Liberia und in Ghana. Durch die Wanderungsbewegungen (courants migratoires) kommen auch Anhänger dieser Konfession nach Europa, vor allem nach Frankreich.

## Lehre
In der Lehre von William Wadé Harris ist die Bibel die wichtigste Grundlage. Zu den moralischen Anforderungen zählen das Ablegen von Fetischen, Einhaltung des Mosaischen Gesetzes und die Verpflichtung zur Taufe. Das Alte Testament wird als ein Spiegel Afrikas angesehen (mit Toleranz gegenüber der Vielehe, mündlicher Überlieferung, Deutung von Träumen und Visionen und geistlichen Kämpfen). Eine verbreitete Vorstellung ist, dass die Gläubigen durch die Fürbitte von Harris so reich werden, wie Europäer.

## Organisation

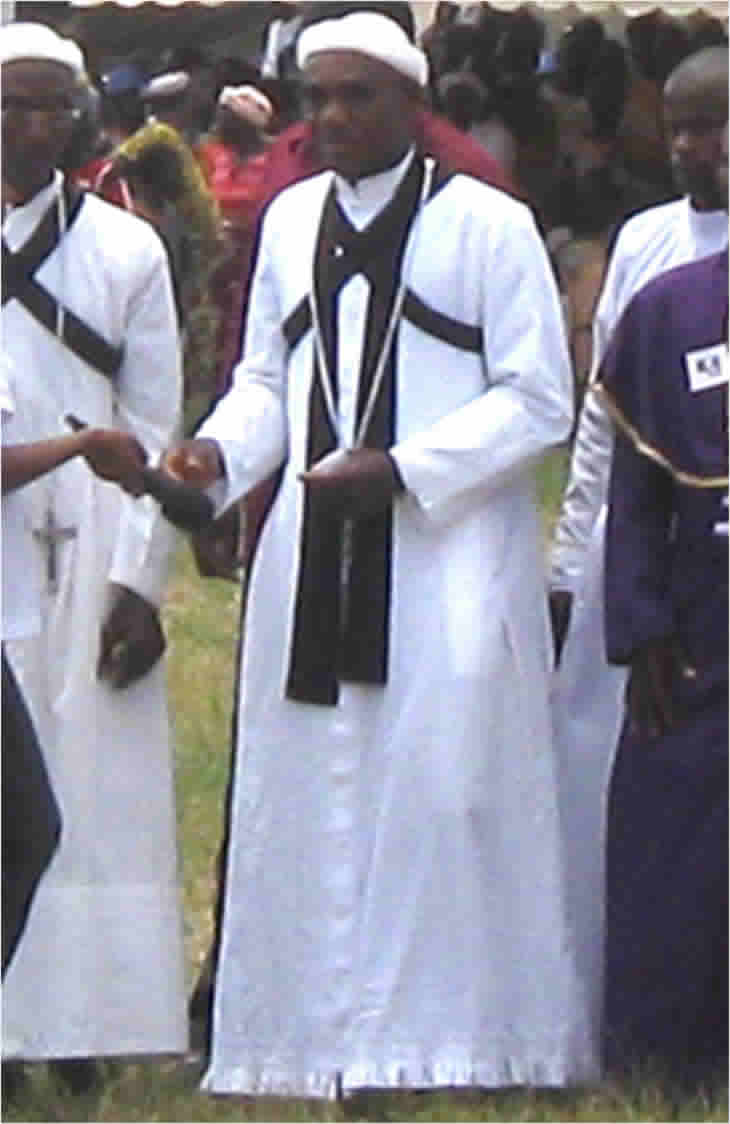
Prediger der Harristen in seinem Zeremonialgewand

Die Église harriste, die auch Mitglieder aufnimmt, die polygam leben, zählt mehr als 1 Mio. Mitglieder, die verteilt sind auf 702 Tempel und 1.400 Prediger sowie über 10.000 Apostel. Jeder Tempel wird von Predigern in Zusammenarbeit mit zwölf Aposteln geleitet.

## Ökumenische Beziehungen
Die Harristen sind seit 1998 Mitglied im ÖRK. Das Comité National Harriste de Côte d’Ivoire hatte sich unter der Leitung von Félix Tchotch Mel um die Mitgliedschaft bemüht.
Seit 2008 steht sie in Kontakt mit der Fédération Protestante de France. Ziel von Chef-Prediger Jean Baptiste Dago, dem Repräsentanten des Patriarche Président de l’Église Harriste Mondiale in Frankreich, ist ein Beitritt zur Fédération.